# Alojzij Uran
Alojzij Uran (ur. 22 stycznia 1945 w Lublanie, zm. 11 kwietnia 2020 tamże) – słoweński duchowny katolicki, arcybiskup Lublany w latach 2004–2009.

## Życiorys
Święcenia kapłańskie otrzymał 29 czerwca 1970.

## Episkopat
16 grudnia 1992 papież Jan Paweł II mianował go biskupem pomocniczym archidiecezji lublańskiej, ze stolicą tytularną Abula. Sakry biskupiej udzielił mu w Rzymie 6 stycznia 1993 sam papież.
25 października 2004 został arcybiskupem ordynariuszem archidiecezji lublańskiej. 28 listopada 2009 papież przyjął jego rezygnację z urzędu złożoną ze względu na zły stan zdrowia. Jego następcą został abp Anton Stres.